# Valerian Vreme
Valerian Vreme (n. 13 iulie 1963, Dorohoi, Botoșani, România) este un politician român, deputat în Parlamentul României, membru al Uniunii Naționale pentru Progresul României, ministru al comunicațiilor în guvernul Boc (2) din 3 septembrie 2010 până la demisia acestuia în februarie 2012..
În 1987, Valerian Vreme a absolvit Facultatea de Electrotehnică, Secția Automatizări și Calculatoare la Iași.
A lucrat între 1987 și 1992 ca inginer depanator de calculatoare la filiala din Onești a companiei IIRUC, după care și-a lansat propriul business, firma uM-Soft.
Din 2000, Valerian Vreme este administratorul grupului de firme uM-Soft & Microtec Onești.
Are un masterat în administrație publică la Universitatea din Bacău, iar din 2009 studiază la Academia de Poliție „Alexandru Ioan Cuza” și la Universitatea Națională de Apărare „Carol I”.

## Controverse
La data de 26 iulie 2017, Direcția Națională Anticorupție a trimis procurorului general al P.Î.C.C.J., spre sesizarea Președintelui României, în vederea aprecierii dreptului de a cere urmărirea penală a lui Valerian Vreme. Acesta este suspectat de infracțiunea de abuz în serviciu. Din poziție ministerială, Valerian Vreme ar fi semnat un contract cu o firmă privată prin încălcarea dispozițiilor legale privind achizițiile publice.
La data de 24 Septembrie 2019, Valerian Vreme a fost achitat definitiv de către Înalta Curte de Casație și Justiție în acest dosar.